# Malęcino
Malęcino (kaszb. Małãczëno) – wieś w Polsce położona na Pojezierzu Bytowskim, w województwie pomorskim, w powiecie bytowskim, w gminie Miastko.
W latach 1975–1998 miejscowość administracyjnie należała do województwa słupskiego.
Wieś w składzie sołectwa Bobięcino.